# Улица Фейгина (Владимир)
Улица Фейгина — во Владимире, проходит от улицы Каманина до Почаевской улицы.

## История

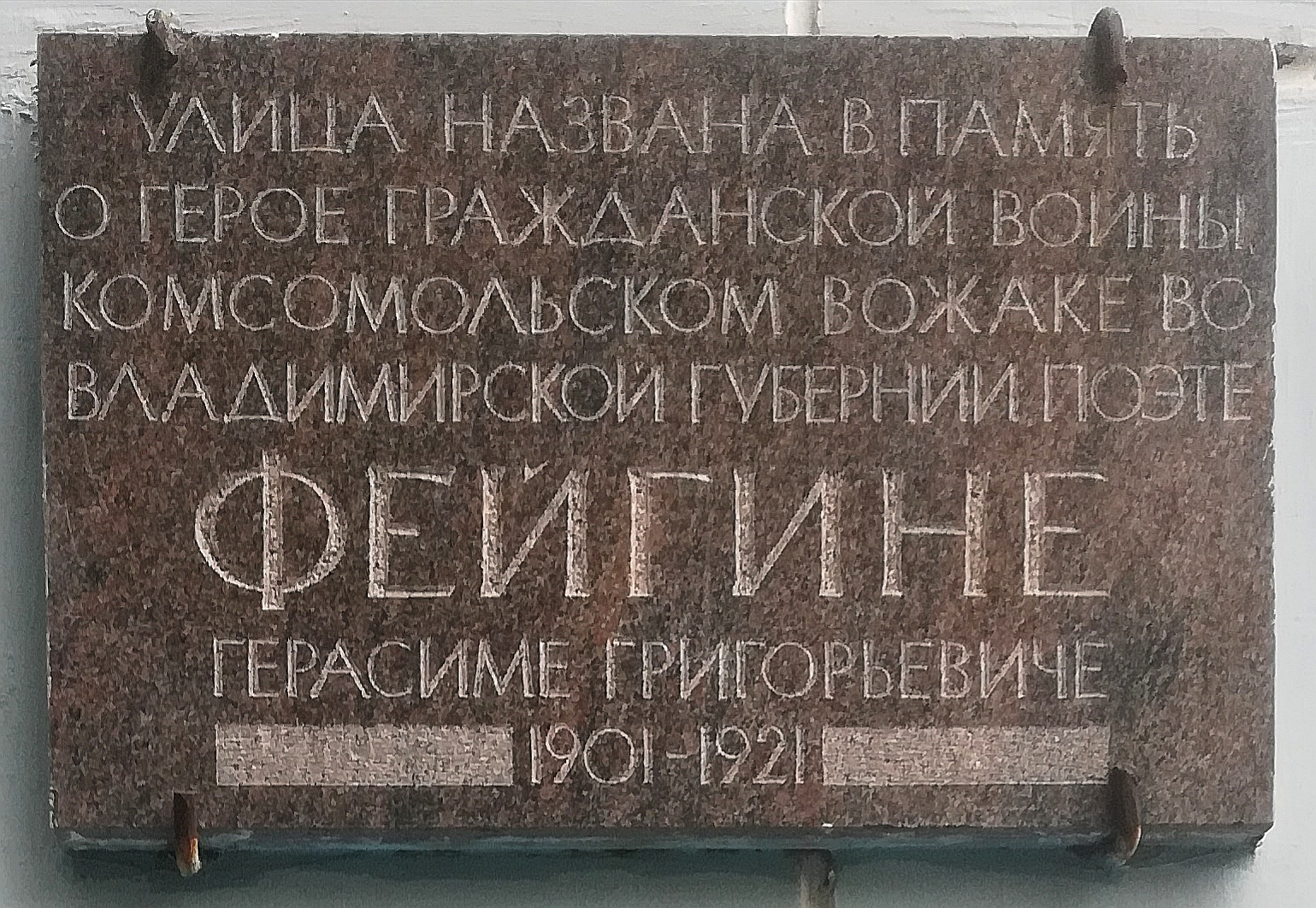
Мемориальная доска на д. 9/44

Первоначальное название Кооперативная.
Современное название с 1967 года в честь Герасима Фейгина (1901—1921), деятеля молодёжного коммунистического движения, одного из основателей комсомола, поэта, погибшего при подавлении контрреволюционного Кронштадского мятежа (1921).

## Известные жители
д. 1 — В. В. Шульгин, русский политический и общественный деятель, публицист. Депутат II, III и IV Государственных дум Российской империи, во время Февральской революции принявший отречение из рук императора Николая II. Один из организаторов и идеологов Белого движения. Русский националист и монархист. Здесь, на своей квартире, он принимал А. И. Солженицына и В. А. Солоухина, художника И. Глазунова, режиссера А. Смирнова и других.